# Commiphora sarcopoda
Commiphora sarcopoda là một loài thực vật có hoa trong họ Burseraceae. Loài này được (Paul G.Wilson) Rzed. & R.Palacios mô tả khoa học đầu tiên năm 1985.